# 秋田共立
秋田共立株式会社（あきたきょうりつ、英: AKITA KYORITSU Co., LTD.）は、秋田県秋田市に本社を置く不動産会社、保険代理店。

## 概要
秋田銀行の非連結子会社に当たる企業。本社の入居ビルは、現・秋田銀の初代本店所在地（旧・秋田銀行本店は、現在の秋田市立赤れんが郷土館の建物内に入居しており、現法人の本店は第四十八銀行の本店が前身）に立地している。
秋田銀札幌支店が入居する「札幌大通西4ビル」の建設事業を当社と秋田銀、石屋製菓の3社で進め、2013年6月に竣工した。